# Glacier Aagaard
Pour les articles homonymes, voir Aagaard.
Le glacier Aagaard est un glacier situé en Terre de Graham en Antarctique.